# Hebdomophruda
Hebdomophruda is een geslacht van vlinders van de familie spanners (Geometridae), uit de onderfamilie Ennominae.

## Soorten
- H. apicata Warren, 1897
- H. complicatrix Krüger, 1998
- H. confusatrix Krüger, 1998
- H. crassipuncta Krüger, 1997
- H. crenilinea Prout, 1917
- H. curvilinea Warren, 1897
- H. diploschema Prout, 1915
- H. disconnecta Krüger, 1997
- H. endroedyi Krüger, 1998
- H. errans Prout, 1917
- H. eupitheciata (Warren, 1914)
- H. hamata Krüger, 1997
- H. imitatrix Krüger, 1998
- H. irritatrix Krüger, 1998
- H. kekonimena Krüger, 1997
- H. nigroviridis Krüger, 1997
- H. orhtolinea Krüger, 1998
- H. sculpta Janse, 1932
- H. southeyae Krüger, 1997
- H. tephrinata Krüger, 1997